# 千葉七郎
千葉 七郎（ちば しちろう、1905年（明治38年）9月27日 - 1987年（昭和62年）12月9日）は、昭和期の農民運動家、政治家。衆議院議員。

## 来歴
岩手県東磐井郡千厩町（現一関市）出身。1920年（大正9年）千厩町立千厩尋常高等小学校高等科を卒業した。卒業後は地元で職業を転々とした後、上京し、大日本麦酒株式会社に就職。政治運動に関わるようになる。
その後、帰郷し、千厩町役場書記を務めた。1927年（昭和2年）労働農民党に入党し、農民運動に加わる。1932年（昭和7年）衆議院総選挙に関わったことを理由に町職員を免職される。免職後は東京日日新聞と河北新報の嘱託記者となる。1933年（昭和8年）千厩町会議員に選出され3期在任した。また、千厩町産業組合専務理事、産業組合立東山病院専務理事、千厩町農業会長などを務めた。戦時中は千厩町の翼賛壮年団（翼壮）の副団長となるが、間もなく退団する。翼壮の幹部は戦後、公職追放されたが、短期間のためか公職追放を免れた。
戦後、日本社会党に入党し、同党東磐支部書記長、同党東磐支部長、同岩手県支部連合会副会長、同岩手県本部委員長、同岩手県連顧問などを務め、1947年（昭和22年）、岩手県議会議員に選出された。1951年（昭和26年）の県議選で落選。1955年（昭和30年）の県議選で復帰。県議を2期在任し、副議長も務めた。このほか、千厩農業協同組合長、東磐酪農協同組合長、岩手県農業会長、岩手県信用農業協同組合連合会理事などを務めた。
1958年（昭和33年）5月、第28回衆議院議員総選挙で岩手2区から日本社会党公認で出馬したが次点で落選。第29回総選挙でも落選後、1963年（昭和38年）11月の第30回総選挙で初当選した。1967年（昭和42年）1月の第31回総選挙で落選し、谷村貞治の死去に伴い岩手県選挙区で1968年（昭和43年）6月に実施された第7回参議院議員通常選挙補欠選挙にも出馬したが次点で落選した。1969年（昭和44年）12月の第32回総選挙で再選され、衆議院議員に通算2期在任した。この間、日本社会党本部たばこ対策特別委員長、同会計監査、同農林水産部会長、同米価闘争副本部長などを務めた。その後、1972年（昭和47年）の第33回、1976年（昭和51年）の第34回総選挙に出馬したが、いずれも落選した。
1987年（昭和62年）膵臓がんで死去した。
その他、岩手薪炭公社取締役などを務めた。